# The Amazing Spider-Man (игра, Game Boy)
The Amazing Spider-Man (с англ. — «Удивительный Человек-Паук») — компьютерная игра, разработанная студией Rare и изданная компанией Acclaim Entertainment для Game Boy в 1990 году. Игра была успешной, в результате чего вышло два продолжения: The Amazing Spider-Man 2 и The Amazing Spider-Man 3: Invasion of the Spider-Slayers.

## Игровой процесс
У Человека-паука есть три жизни и запас паутины. Каждый супер-злодей по очереди звонит Человеку-пауку по сотовому телефону или рации, чтобы шантажировать и указать, куда ему нужно идти.
Человек-паук может прыгать как маленьким, так и двойным прыжком. Когда он прыгает в два раза, он может летать на паутине. Это можно сделать только на короткое время, пока запас паутины не закончится. Первичная атака Человека-паука - это сильный удар по челюсти. В то время как в приседании, Человек-паук может сделать низкий боковой удар ногой. Во время прыжка в воздух Человек-паук может сделать побочный удар. Остановившись, Человек-Паук может стрелять паутиной из его запястий. Это немного истощает его запас паутины.
В двух вертикальных уровнях Человек-паук поднимается по бокам здания и время от времени будет срабатывать паучье чутьё, которое будет указывать, что игрок должен переместить Человека-паука в другую сторону, иначе на него сверху упадёт камень.
Также имеются предметы. Паутина используются для пополнения или восстановления запаса паутины Человека-паука, так как его запасы ограничены. Они отбрасываются приспешниками по всем уровням. Гамбургеры восстанавливают уровень здоровья Человека-паука.

## Сюжет
Самые опасные супер злодеи Человека-паука узнали личность заклятого врага, Питера Паркера, и похитили его жену, Мэри Джейн. Действие игры проносит игрока через различные городские места, сражаясь с множеством мелких головорезов, животных и суперзлодеем в конце каждого уровня, которые по очереди будут звонить Человеку-пауку по телефону и издеваться над ним, относительно местонахождения его жены.